# Спурий Постумий Албин Кавдин
Вижте пояснителната страница за други личности с името Спурий Постумий Албин.
Спурий Постумий Албин Кавдин (на латински: Spurius Postumius Albinus Caudinus) e политик на Римската република през 4 век пр.н.е. Произлиза от клон Албин на патрицианската фамилия Постумии.
През 334 пр.н.е. Спурий е консул заедно с Тит Ветурий Калвин и двамата нападат сидицините. През 332 пр.н.е. той е цензор. През 327 пр.н.е. е magister equitum на диктатор Марк Клавдий Марцел.
През 321 пр.н.е. той е за втори път консул с Тит Ветурий Калвин и марширува против самнитите. Римляните претърпяват загуба в битката при Каудинийските проходи. Самнитският генерал Гай Понтий побеждава войската на двамата римски консули. Римляните подписват примирие.